# Luis Sáenz Peña
Luis Sáenz Peña Dávila (Buenos Aires, 2 aprile 1822 – Buenos Aires, 4 dicembre 1907) è stato un politico e avvocato argentino, Presidente dell'Argentina dal 12 ottobre 1892 al 23 gennaio 1895 quando si dimise.

## Biografia
Laureato in legge all'Università di Buenos Aires, partecipò all'assemblea costituzionale del 1860. Fu più volte deputato e senatore nazionale. Nel 1882 fu nominato giudice della Corte Suprema della provincia di Buenos Aires. In seguito fu presidente della Banca Provincia di Buenos Aires, direttore dell'Accademia di Giurisprudenza e membro nel Consiglio Generale dell'Educazione.
Nel 1892 le due fazioni che facevano capo agli ex presidenti Julio Argentino Roca e Bartolomé Mitre, decise ad ogni costo ad arrestare l'ascesa dell'Unione Civica Radicale, conversero sul nome di Sáenz Peña come futuro candidato alla presidenza. Grazie ad elezioni truccate, prassi consolidata da oltre un decennio dai conservatori, e alla mancata partecipazione dei radicali, Sáenz Peña s'impose nella corsa presidenziale. Il 12 ottobre 1892 fu proclamato presidente.
Iniziò il suo mandato con l'obbiettivo di far uscire l'economia argentina dal panico del 1890. Decise di non contrarre nuovi debiti e rinegoziò personalmente quelli contratti in passato con le banche britanniche: la situazione finanziaria costrinse i banchieri ad accettare le condizioni imposte dal Ministro delle Finanze, Juan José Romero, che ottenne alcuni tagli al capitale e una scadenza un po' più dilatata. A metà del 1893, la crisi che aveva attanagliato il paese negli ultimi anni, poteva considerarsi superata.
Durante il suo mandato, il Ministero dei Lavori Pubblici ampliò la rete ferroviaria al punto che tutti i capoluoghi di provincia - tranne La Rioja - erano raggiunte dai binari. Furono poi ingranditi i porti di Buenos Aires, Rosario e Santa Fe. Nella capitale fu aperta l'Avenida de Mayo, diventata la strada più sfarzosa e lussuosa della città.
Nel 1893, il Congresso approvò la creazione della Lotteria Nazionale di Beneficenza, oggi Lotteria Nazionale, che divenne operativa l'anno seguente. 
Nel 1894 fu promulgata la Legge 1.894, che cedette ampie porzioni del Territorio Nazionale del Chaco alle province limitrofe, a beneficio soprattutto della Provincia di Santa Fe.

### Le dimissioni anticipate
Già dal 1893 Sáenz Peña aveva dato mostra di poca destrezza e abilità politica. Egli infatti aveva cambiato più volte l'intero gabinetto dei ministri, cercando così di evitare le critiche giornalistiche.
La situazione si estese anche alle province interne, dove in diverse occasioni i governi furono rovesciati, aumentando così l'instabilità. Sáenz Peña, sempre più disorientato, tentò tutte le alleanze possibili e infine - nell'imminenza di una rivoluzione radicale - nominò Aristóbulo del Valle ministro della Guerra e della Marina. Questi lo convinse a disarmare la Guardia Nazionale, con l'apparente scopo di evitare nuove rivolte, ma pochi giorni dopo scoppiò una seconda rivoluzione radicale.
A metà gennaio 1895 tutti i suoi ministri, che governavano ormai secondo le istruzioni degli ex-presidenti Roca e Pellegrini, presentarono in massa le proprie dimissioni. Di conseguenza Sáenz Peña presentò le sue dimissioni il 22 gennaio Il governo passò nelle mani del suo vice José Evaristo Uriburu, che portò a termine il mandato fino nel 1898.